# Britta Müller
Britta Müller (* 24. Dezember 1971 in Eberswalde-Finow, DDR) ist eine deutsche Politikerin (parteilos, bis 2024 SPD). Sie ist seit 2024 Ministerin für Gesundheit und Soziales des Landes Brandenburg im Kabinett Woidke IV. Von 2014 bis 2019 war sie Abgeordnete im Landtag Brandenburg.

## Leben

### Ausbildung und Beruf
Britta Müller absolvierte nach dem Schulbesuch eine Ausbildung zum Elektromonteur für Anlagenbau (1986–1988) im VEB Kranbau Eberswalde (Kombinat TAKRAF). Nach der deutschen Wiedervereinigung nahm sie ein Studium der Wirtschaftswissenschaften an der Fachhochschule Schmalkalden auf, das sie mit dem Abschluss als Sportökonomin beendete. Anschließend studierte sie Gesundheitsmanagement (B.A.) und Gerontologie (M.Sc.) an der Universität Stuttgart. Von 2020 bis 2024 leitete sie die Pflegekasse der AOK Sachsen-Anhalt.

### Politik
In der Zeit von 2005 bis 2024 war sie Mitglied der Sozialdemokratischen Partei Deutschland (SPD) und bis zu ihrem Parteiaustritt Landesvorsitzende der Arbeitsgemeinschaft Gesundheit im SPD-Landesverband (ASG), die sie 2018 ins Leben gerufen hatte. Bei der Landtagswahl in Brandenburg 2014 errang sie ein Direktmandat im Landtagswahlkreis Barnim III, das sie bis 2019 ausübte. In dieser Zeit übernahm sie die Funktion der Wissenschafts- sowie Gesundheitspolitischen Sprecherin der SPD-Landtagsfraktion. Sie begründete den Austritt mit der Schweriner Rede, die Bundeskanzler Olaf Scholz zum Tag der Deutschen Einheit 2024 gehalten hatte, worin er sich als seit jeher interessiert an Ostdeutschland gezeigt habe. Dies habe sie als wahrheitswidrigen Affront erlebt.

### Ministerin
Am 11. Dezember 2024 wurde Müller zur Ministerin für Gesundheit und Soziales des Landes Brandenburg im Kabinett Woidke IV ernannt. Sie ist parteilos und wurde für dieses Amt vom BSW nominiert.

### Privates
Müller ist geschieden und hat zwei Kinder.
Ehrenamtlich engagiert sich Britta Müller seit vielen Jahren für den Sport, so u. a. als Trainerin und Vereinsvorsitzende, im Vorstand des Kreis-Sportbundes Barnim (2005–2010) sowie als Mitglied im Präsidium des LSB Brandenburg (2011–2015). Seit Juni 2023 ist sie Präsidentin des Brandenburgischen Volleyball-Verbandes und seit 2024 Vizepräsidentin des Deutschen Volleyball-Verbandes (DVV).